# Hallencourt
Hallencourt è un comune francese di 1 407 abitanti situato nel dipartimento della Somme nella regione dell'Alta Francia.

## Società

### Evoluzione demografica
Abitanti censiti